# Mailänder Torte
Mailänder Torte ist eine andere Bezeichnung für Makronentorte – eine Torte mit Makronenmasse. Die Verkehrsbezeichnung Mailänder Torte kann auch für Torten mit einer Füllmasse aus Persipanrohmasse benutzt werden, da diese Torte nicht als „Makronentorte“ angeboten werden darf.

## Zubereitung
Ein Tortenboden wird aufgeschnitten und mit Konfitüre und/oder Makronenmasse zusammengesetzt, dann werden obenauf Dekore von Makronenmasse aufgespritzt und die Torte abgeflämmt. Die Leerräume zwischen den Dekoren werden abschließend mit erwärmter, verflüssigter Konfitüre ausgefüllt. Der Tortenrand wird mit gehobelten Mandeln bestreut. Nachdem die Konfitüre sich wieder verfestigt hat, kann die Torte angeschnitten werden.

## Geschichte
Unter der Bezeichnung Mailänder Torte tauchten in deutschen Kochbüchern des 19. Jahrhunderts zwei unterschiedliche Rezepte auf: Einerseits wurde eine Mailänder Torte als Abwandlung einer Wiener Torte beschrieben, indem abgezogene, mit Orangenblüten und Wasser gestoßene Mandeln der Masse zugegeben wurden; die einzeln gebackenen Tortenböden wurden mit aufgelöster Marmelade zusammengesetzt und dann mit einer weißen Glasur überzogen. Andererseits wurde auch ein Rührkuchen (ohne jegliche Zugabe von Marzipan oder ähnlichen Geschmacksträgern) ebenfalls Mailänder Torte genannt.